# Gare de Derry~Londonderry
La gare de Derry~Londonderry (en anglais Derry~Londonderry Railway Station), aussi appelée gare de Waterside du nom du quartier où elle est située,, est une gare ferroviaire desservant la ville de Londonderry, dans le comté de Derry, en Irlande du Nord.
Elle est située sur la rive est de la Foyle et est exploitée par la compagnie Northern Ireland Railways. Elle relie Londonderry à Belfast, les trains arrivant à la gare Great Victoria Street.

## Histoire
La première gare est inaugurée le 29 décembre 1852 par le banquier Steven Alfred John Campbell. Elle a définitivement fermé le 24 mars 1980, mais le bâtiment de la gare reste intact. Une nouvelle station du même nom, très proche la remplace la même année, avec un service réduit. La ligne à l'origine se composait d'une ligne principale vers Belfast, avec deux boucles qui permettaient les dessertes des gares de Castlerock et Coleraine.
La ligne est à deux voies sur la portion de ligne Belfast-Larne, sur la côte nord, mais est à voie unique sur le reste du parcours. Les gares desservies sont Templepatrick, Antrim, Magherabeg, Ballymena, Killagan, Ballymoney, Coleraine et Bellarena. Une navette assure la correspondance de Coleraine vers Portbrush.
La première compagnie exploitante est la Belfast and Ballymena Railway, qui devient la Belfast and Northern Counties Railway (BNCR), elle-même reprise en 1903 par la Northern Counties Committee (NCC).
En 2013, lorsque Londonderry est devenue Ville de la Culture du Royaume-Uni (en), une deuxième voie a été installée.
Depuis la fermeture des trois autres gares ferroviaires, la gare a pris l'intitulé officiel de Derry.

## Desserte
Du lundi au samedi, un train par heure dessert Belfast Great Victoria Street. Le service du dimanche est limité à sept trains journaliers. Une navette par autobus relie la gare ferroviaire à la gare routière, située sur la rive ouest de la Foyle.

## Galerie

Londonderry railway station
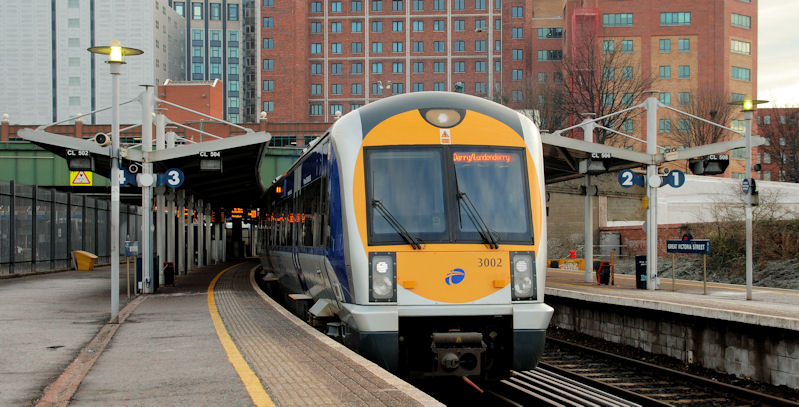
Train à destination de Derry quittant la gare de Belfast.
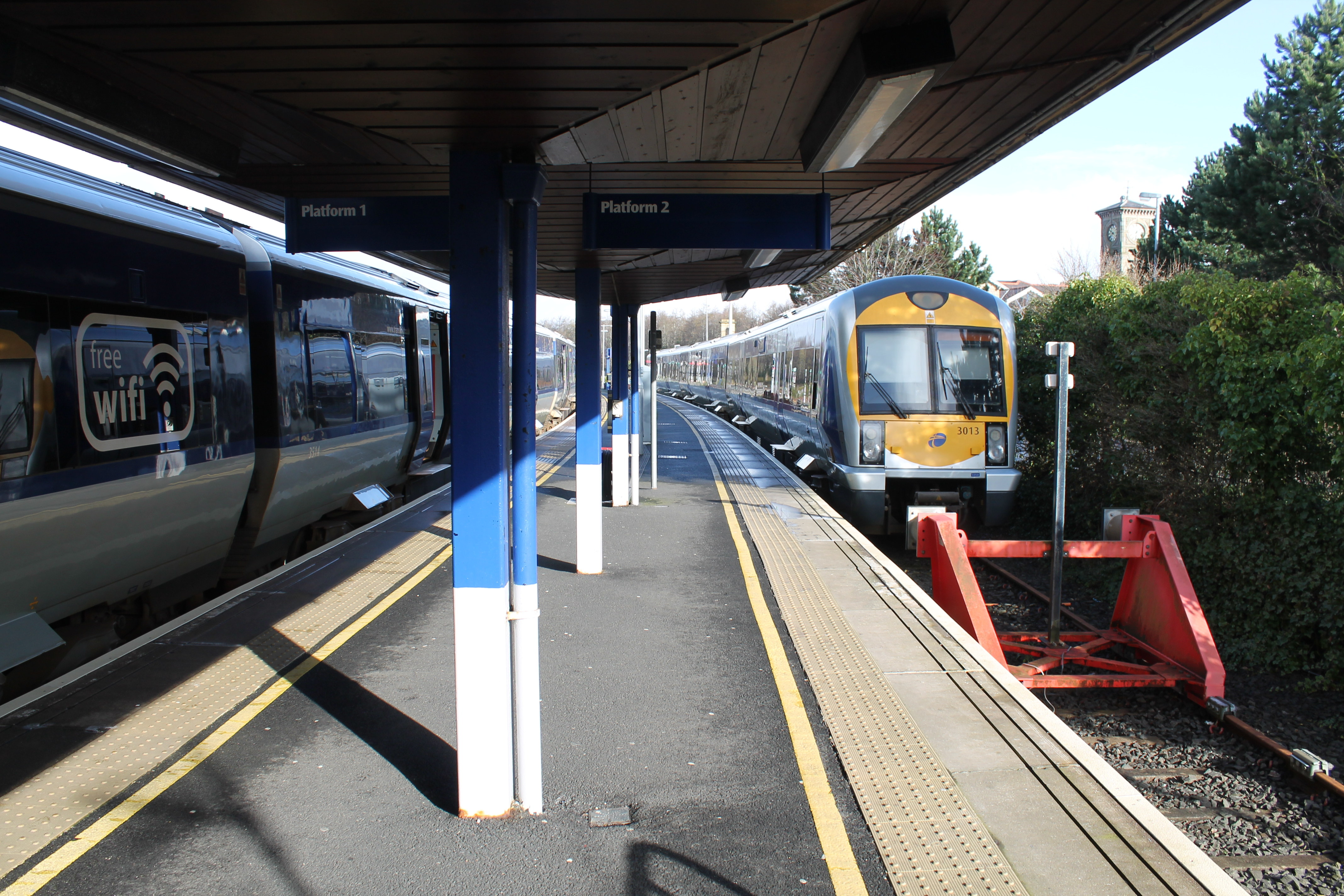
Les deux voies
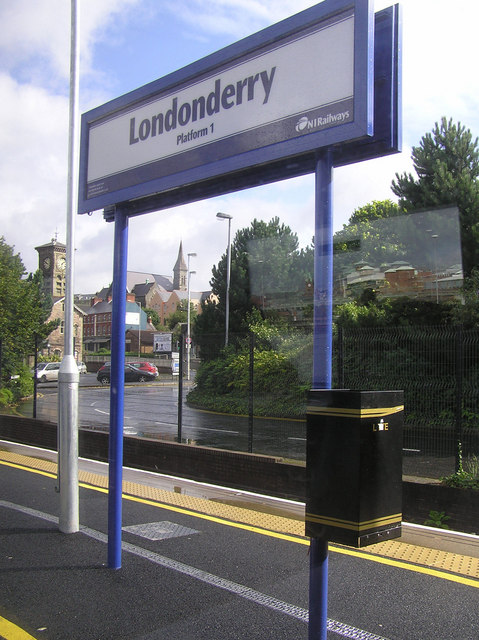
Panneau sur un quai
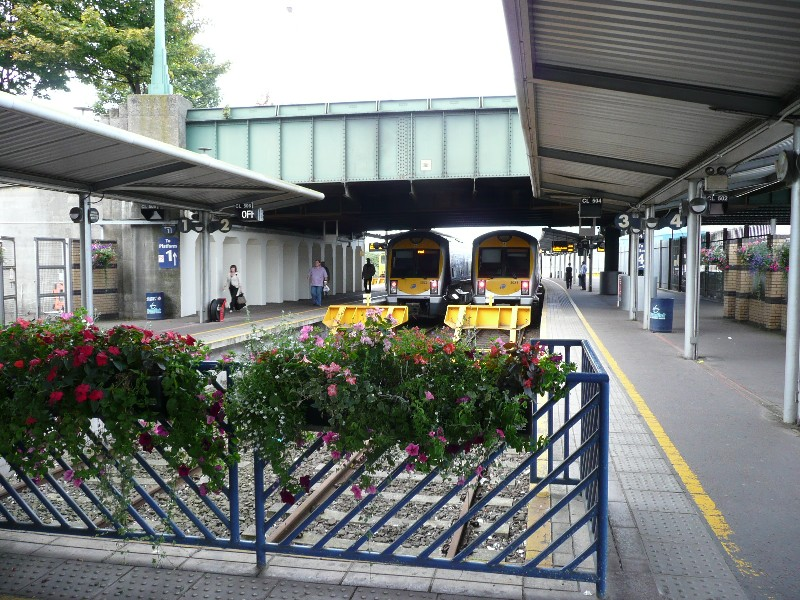
Belfast Great Victoria Street
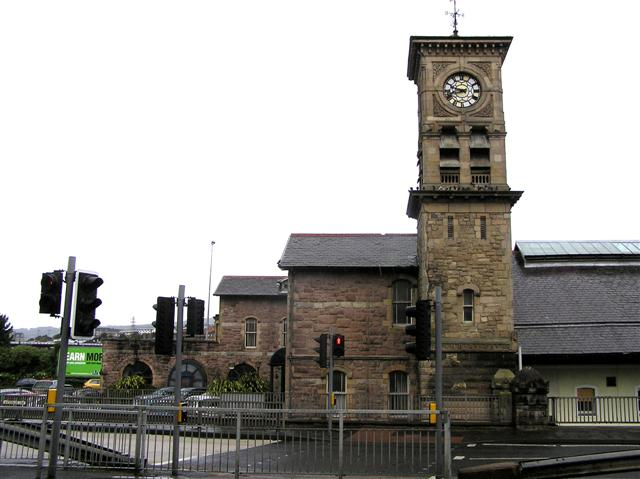
Ancienne gare
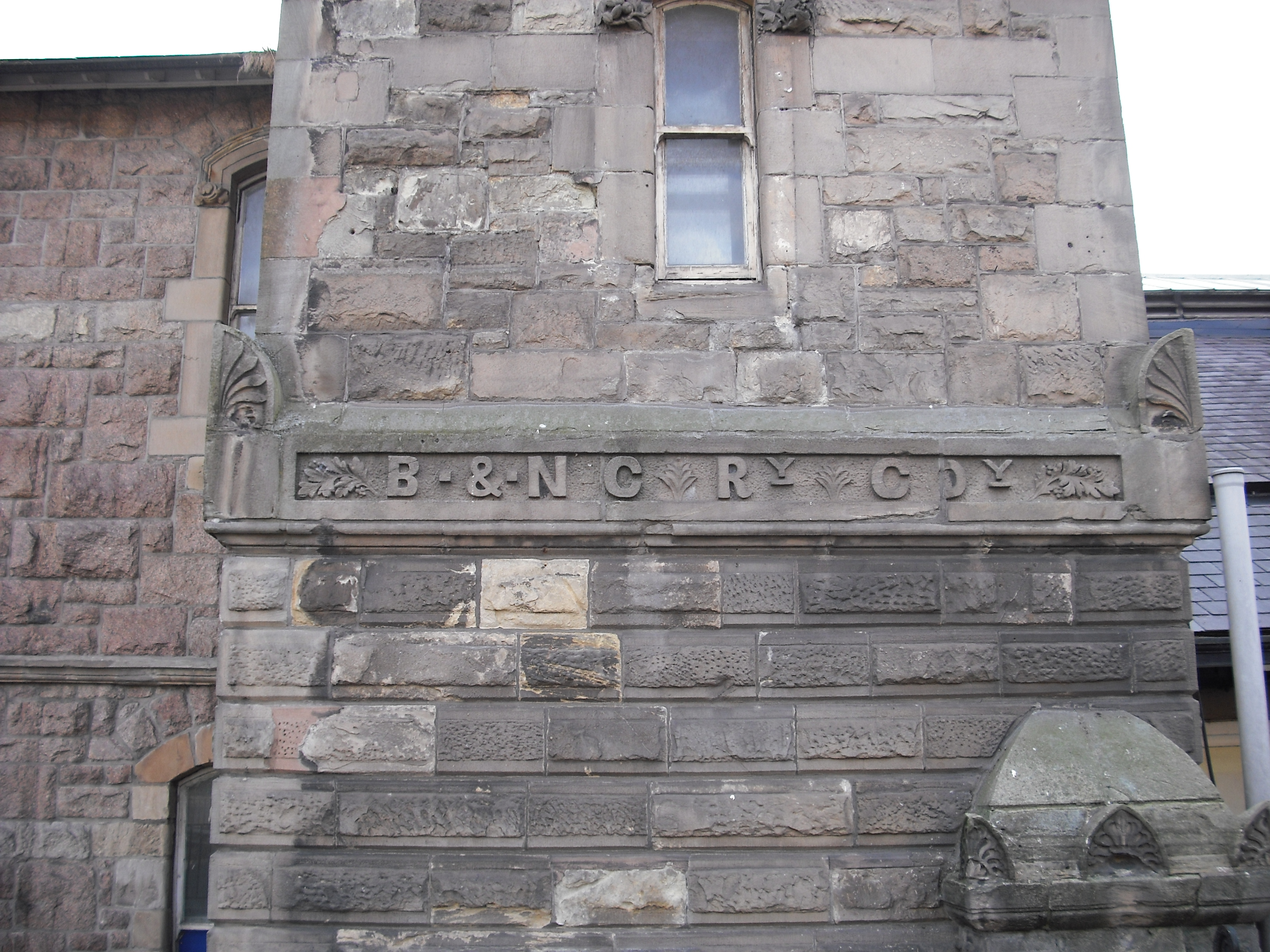
Belfast & Northern Counties Railway